# Ligusticum glaucifolium
Ligusticum glaucifolium är en flockblommig växtart som beskrevs av H.Wolff. Ligusticum glaucifolium ingår i släktet strandlokor, och familjen flockblommiga växter. Inga underarter finns listade i Catalogue of Life.